# Walter of Preston
Walter of Preston († vor Oktober 1230) war ein englischer Adliger und Rebell.

## Leben
Walter of Preston entstammte einer Familie des Ritterstandes, die sich nach dem Dorf Preston Deanery im südlichen Northamptonshire benannte. Ein Mitglied der Familie wird bereits 1086 im Domesday Book als Besitzer von zwei Knight’s fee bei Little Billing und Hulcote in Northamptonshire genannt, die die Honour of Chokes bildeten. Dazu besaß die Familie mindestens seit der Mitte des 12. Jahrhunderts Ländereien bei Preston Deanery mit zwei weiteren Knight’s fee, die zur Honour of Huntingdon gehörten. Walter erhielt im Juni 1189 die Besitzungen des Ende 1186 verstorbenen Michael de Preston, der wohl sein Vater gewesen war. 1204 erhielt er von König Johann Ohneland das Krongut Gretton in Northamptonshire als Lehen. Zwischen 1206 und 1208 diente er als Sheriff von Northamptonshire. Als Johann Ohneland 1212 die Loyalität von David, Earl of Huntingdon anzweifelte, sollte Preston zusammen mit Simon of Pattishall und Hugh de Neville die Verwaltung von Fotheringhay Castle, dem Hauptsitz seines Lehnsherrn Earl David übernehmen. Während des Ersten Kriegs der Barone kämpfte er auf der Seite der rebellierenden Barone gegen Johann Ohneland. Nach dem Tod des Königs unterwarf er sich 1217 der neuen Regierung, worauf er bis 1220 seine während des Bürgerkriegs für beschlagnahmt erklärten Besitzungen einschließlich des Guts von Gretton zurückerhielt. Bis zu seinem Tod 1230 übernahm er während der Herrschaft von König Heinrich III. verschiedene lokale Ämter.
Er hatte mindestens drei Söhne:
- Sir Gilbert of Preston († 1274)
- William of Preston
- Michael of Preston

Sein Erbe wurde sein ältester Sohn Gilbert.